# Chrysotimus amoenus
Chrysotimus amoenus är en tvåvingeart som beskrevs av Octave Parent 1932. Chrysotimus amoenus ingår i släktet Chrysotimus och familjen styltflugor. Inga underarter finns listade i Catalogue of Life.